# Sukarame (Kualuh Hulu)
Sukarame is een bestuurslaag in het regentschap Labuhan Batu Utara van de provincie Noord-Sumatra, Indonesië. Sukarame telt 8076 inwoners (volkstelling 2010).